# 解析摄影测量
解析摄影测量（英語：Analytical Photogrammetry）是摄影测量发展的第二个阶段，是指通过摄像机的参数，测量像片坐标和地面控制点，经缜密地数学计算得出物体空间坐标的一种方法。
控制点的摄影测量加密是摄影测量的一项主要内容，以往控制点的加密主要采取图解法或光学机械法，随着电子计算机工业的发展，测绘计算也采用了计算机，控制点的加密现今都采用了解析空中三角测量。它是将建立的投影光束、单位模型或航带模型以及区域模型的数学模型，根据少量的地面控制点，按最小二乘的原理进行平差计算，解求出各加密点的地面坐标。
解析空中三角测量按加密区域分为单航带法和区域网法两类。